# みやこシネマリーン

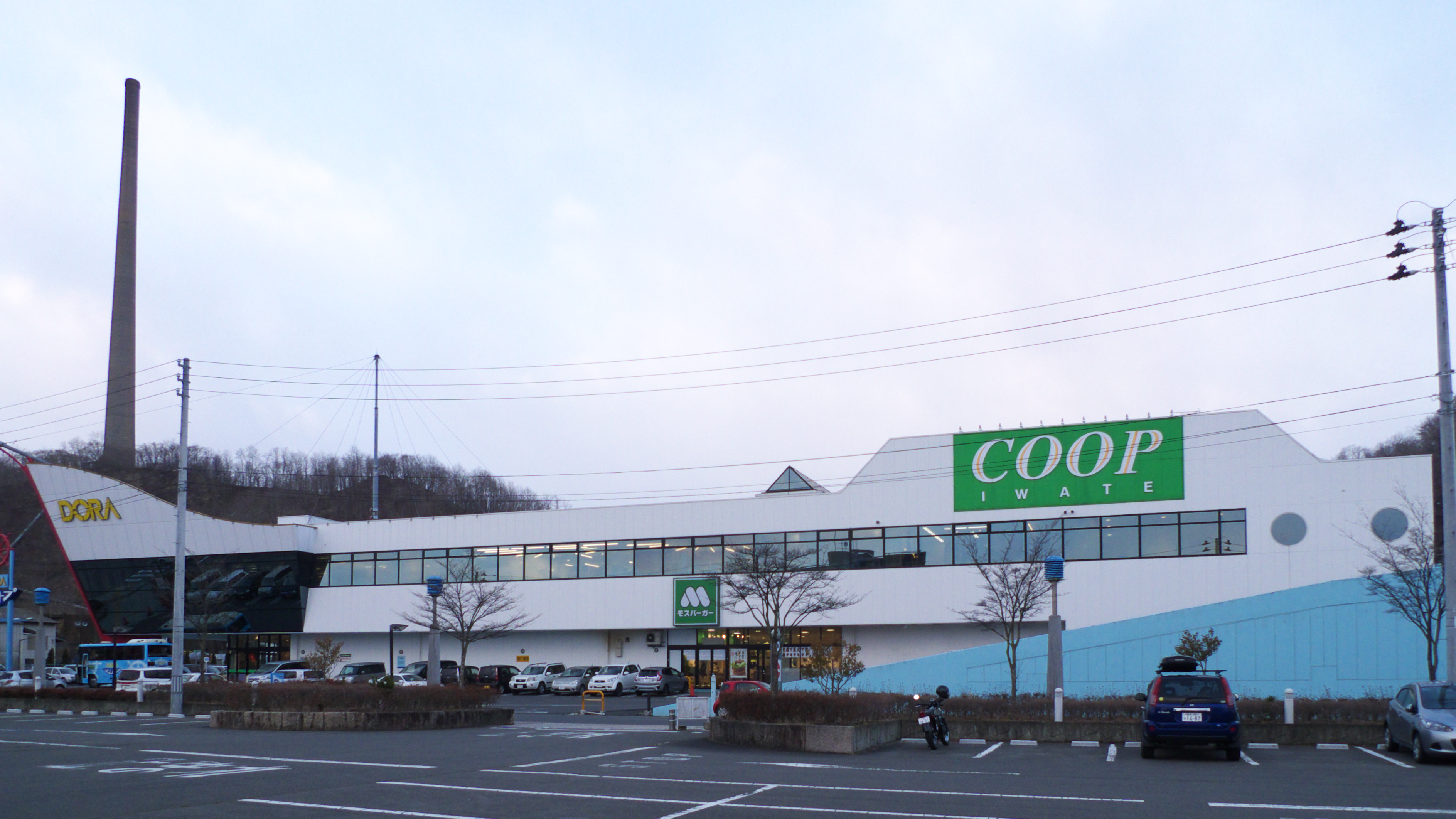
当館が入居していた「マリンコープDORA」の外観

みやこシネマリーン（MIYAKO CINEMARINE）は、かつて岩手県宮古市にあった映画館。日本で唯一生活協同組合が運営している映画館であった。
主に前評判の高い洋画・邦画、ミニシアター向きの作品に至るまで多彩なジャンルの映画を上映していたほか、2012年から始まった映画祭「みやこほっこり映画祭」の主会場でもあった。

## 歴史

### 開館
当館を運営していたみやこ映画生活協同組合（みやこ映画生協 英：Miyako Movie CO-OP）は、1992年4月に発足した映画サークル「みやこシネマクラブ」が前身。当時すでに映画館が閉館していた宮古市内において良質な映画の自主上映活動を行ってきたが、1995年、いわて生活協同組合（いわて生協）が宮古市小山田2丁目にショッピングセンター「マリンコープDORA」を建設するのに伴い、同センターの2階に映画館を新設することを決定。翌1996年12月に組合を発足させ、出資金7000万円をもとに、1997年4月26日にみやこシネマリーンが開館した。2000年時点の岩手県沿岸部にある映画館は陸前高田市の高田公友館とみやこシネマリーン（2スクリーン）の2館のみだった。
2001年に約5万人だった年間入場者数は、2008年以後のリーマンショックを受けて約2万5000人に減り、2011年3月11日の東日本大震災後には約1万8000人になるなど運営面で苦境が続いた。

### 観客数低迷と閉館
2012年から2013年にかけて映画上映のデジタル化の流れが進んだ時期にあっては、高価なデジタル上映機材を導入する自己資金がなく、全国から集まった1600万円の募金のもとにデジタル化を完了したが、その後も観客数は回復せず、累積赤字が約4000万円に達し常設館としての営業が困難となり、2016年6月12日のみやこ映画生協総代会で閉館を決定。同年9月25日をもって常設館としての営業を終了した。

### 閉館後
シネマリーン閉館後、マリンコープDORA内の劇場は、いわて生協が運営する貸しホール「DORAホール」となった。
みやこ映画生協は、当館で使われていた2台の映写機を宮古市民文化会館と釜石市の釜石PITに移設し有料の定期上映を継続していた。宮古市ではDORAホールを間借りする形で上映を行っていた一方、宮古市内で再び常設館を開くことも模索していた。しかし人口減少や娯楽の多様化で入場者数の確保が困難となり、また震災の補助金が終了したこともあって、約4700万円の資本金を超える約5600万円の累積赤字を抱えるに至った。事業継続は困難との判断により、2025年6月25日で組合を解散することになった。

## 巡回上映
みやこ映画生協は、当館の運営の傍ら、交通の便の悪い山間部などに出向いて移動上映会を開いていた。東日本大震災後は三陸沿岸の避難所や仮設住宅などでも380回以上の巡回上映を行った。これが評価され、2016年の第70回毎日映画コンクールで、当時当館の支配人だった櫛桁一則に特別賞が授与された。

## 座席数
- スクリーン1：85席
- スクリーン2：62席